# Nombre de Joule
El nombre de Joule {\displaystyle (Jo)} és una magnitud adimensional usada en magnetohidrodinàmica. Serveix per caracteritzar l'escalfament d'un fluid sotmès a un camp magnètic. Dona una mesura de la relació entre l'energia tèrmica i l'energia del camp magnètic.
Duu el nom del físic anglès James Prescott Joule.

## Definició
Es defineix de la següent manera:
{\displaystyle Jo={\frac {2\rho \,c_{p}\,\Delta T}{\mu _{e}\,H^{2}}}}
on:
- ρ - és la densitat
- cp - és la capacitat tèrmica específica
- ΔT - és la diferència de temperatura
- μe - és la permeabilitat magnètica
- H - és el camp magnètic.